# Yang Zi
Yang Zi (chinês tradicional: 杨紫, chinês simplificado: 楊紫, pinyin: Yáng Zǐ), também conhecida como Andy Yang, é uma atriz, cantora e modelo chinesa nascida em 6 de novembro de 1992. A atriz ganhou reconhecimento internacional por seu papel como Jin Mi, na série de 2018, Cinzas do Amor.

## Filmografia

### Filmes
| Ano  | Título                     | Papel          | Notas        |
| ---- | -------------------------- | -------------- | ------------ |
| 2008 | Fit Lover                  |                |              |
| 2010 | Death and Glory in Changde | Tao Er         |              |
| 2012 | Insistence                 | Jia Jia        | [ 1 ]        |
| 2013 | Flash Play                 | Dan Dan        | [ 2 ]        |
| 2014 | King Tea Storm             | Xie Xiao Xiang | [ 3 ]        |
| 2015 | Where Are All the Time     | Lin Yutong     |              |
| 2016 | Papa                       | Wang Nina      |              |
| 2016 | Crying Out in Love         | Xia Ye         |              |
| 2018 | A Paper Marriage           | Lin Lin        |              |
| 2019 | A Redenção                 | Wang Lu        |              |
| 2019 | Testemunhas Silenciosas    | Qiao Lin       |              |
| 2020 | Meu Povo, Minha Pátria     | Jiang Zi Ya    | [ 4 ]        |
| 2020 | Soul Snatcher              | Ying Wu Xie    |              |
| 2024 | YOLO                       | Dou Dou        | Participação |
| TBA  | Drug Hunting               | Luo Jia        | [ 5 ]        |

### Séries de Televisão
| Ano  | Título                                      | Papel                     | Notas                       |
| ---- | ------------------------------------------- | ------------------------- | --------------------------- |
| 2001 | Da Zhai Men                                 | Vendedora de maçãs        | Participação                |
| 2002 | The Party Member Sister Ma                  | Qiang Qiang               | Participação                |
| 2003 | Xiao Zhuang Epic                            | Wan Ru (criança)          | [ 8 ]                       |
| 2005 | Home With Kids                              | Xia Xue                   | [ 9 ]                       |
| 2006 | Vigorous Life                               | Ming Na                   | Participação                |
| 2009 | Don't Want to Grow Up                       | Professora Jing           | [ 11 ]                      |
| 2009 | Stage of Youth                              | Secretária Liu            | Participação                |
| 2009 | Nuhai Chongchong Chong                      | Sun Quan                  | [ 13 ]                      |
| 2010 | Boys Diary                                  | Ran Dong Yang             | [ 14 ]                      |
| 2010 | Wu Cheng En and the Journey to the West     | Ye Yun (criança)          | [ 15 ]                      |
| 2011 | Happiness Comes Knocking                    | Song Zheng                | [ 16 ]                      |
| 2012 | Angel Heart                                 | Zhang Xiao Lei            | [ 17 ]                      |
| 2013 | King Rouge                                  | Lei Er                    | [ 18 ]                      |
| 2013 | Flowers in Fog                              | Bai Meng Hua              | [ 19 ]                      |
| 2014 | Say No For Youth                            | An Xiao Hui               | [ 20 ]                      |
| 2014 | Battle of Changsha                          | Hu Xiang Xiang            | [ 21 ]                      |
| 2014 | Dad Home                                    | Lin Ran Ran               | [ 22 ]                      |
| 2015 | Yangko Dance                                | Wu Rou Yun                | [ 23 ]                      |
| 2015 | The Ferry Man 2                             | Su Wen Xiu / Su Xiu Niang | [ 24 ]                      |
| 2016 | Ode à Alegria                               | Qiu Yingying              | [ 25 ]                      |
| 2016 | Casamento Perfeito                          | Xia Ran                   | [ 26 ]                      |
| 2016 | A Lenda de Chusen                           | Lu Xueqi                  | [ 27 ]                      |
| 2016 | A Lenda de Chusen 2                         | Lu Xueqi                  | [ 28 ]                      |
| 2017 | Legend of the Dragon Pearl                  | Zhu Yi Huan / Li Yi Huan  | [ 29 ]                      |
| 2017 | Ode à Alegria 2                             | Qiu Yingying              | [ 30 ]                      |
| 2018 | Women in Beijing                            | Miao Miao                 | Participação                |
| 2018 | O Destino da Cobra Branca                   | Bai Yaoyao                | [ 32 ]                      |
| 2018 | Cinzas do Amor                              | Jin Mi                    | [ 33 ] [ 34 ]               |
| 2019 | Vai, Cara de Lula!                          | Tong Nian                 | [ 35 ]                      |
| 2019 | My Mowgli Boy                               | Ling Xi                   | [ 36 ]                      |
| 2020 | Hear Her                                    | Xiao Yu                   | Episódio 2: Desejo por Amor |
| 2021 | Vai, Cara de Lula 2: A hora de Dt, Appledog | Tong Nian                 | Participação                |
| 2021 | The Psychologist                            | He Dun                    | [ 38 ]                      |
| 2022 | The Oath of Love                            | Lin Zhixiao               | [ 39 ]                      |
| 2022 | Samsara Imortal                             | Yan Dan                   | [ 40 ]                      |
| 2022 | He Dun's Happiness                          | He Dun                    | [ 41 ]                      |
| 2023 | Perdi Você Para Sempre 1° Temporada         | Xiao Yao / Wen Xiao Liu   | [ 42 ]                      |
| 2024 | O Amor Dura                                 | Huang Ying Zi             | [ 43 ]                      |
| 2024 | A Melhor Escolha de Todos os Tempos         | Mai Cheng Huan            | [ 44 ]                      |
| 2024 | Perdi Você Para Sempre 2° Temporada         | Xiao Yao / Wen Xiao Liu   | [ 45 ]                      |
| TBA  | The Golden Hairpin                          | Huang Zixia               | [ 46 ]                      |
| TBA  | Flourished Peony                            | He Wei Fang / Mu Dan      | [ 47 ]                      |